# جاك ماكنزي (لاعب هوكي جليد)
جاك ماكنزي هو لاعب هوكي جليد كندي، ولد في 22 يوليو 1930 في هاي ريفر ‏ في كندا.

## وصلات خارجية
- جاك ماكنزي على موقع EliteProspects.com (الإنجليزية)
- جاك ماكنزي على موقع أوليمبيديا (الإنجليزية)